# Gerbathodes connexa
Gerbathodes connexa là một loài bướm đêm trong họ Noctuidae.